# Handley Page Hampden
Хэндли Пейдж HP.52 «Хэмпден» (англ. Handley Page HP.52 Hampden) — британский двухмоторный бомбардировщик, состоявший на вооружении Королевских ВВС во время Второй мировой войны. Вместе с «Веллингтоном» и «Уитли», «Хэмпден» нёс бремя раннего этапа войны над Европой, участвовал в первом налёте на Берлин и первом «рейде тысячи бомбардировщиков» — налёте на Кёльн.
Наиболее современный из британских двухмоторных бомбардировщиков, «Хэмпден», прозванный «Летающим чемоданом» (англ. Flying Suitcase), оказался неподходящим для современной войны в воздухе, и, после эксплуатации в основном в ночное время, был снят с вооружения Бомбардировочного Командования Королевских ВВС в конце 1942 г. Позднее некоторое количество этих бомбардировщиков было передано СССР

## Разработка
Начало разработке «Хэмпдена» положила выданная в октябре 1932 года Министерством авиации Великобритании спецификация В.9/32 на создание дневного двухмоторного бомбардировщика. Свои предложения представили фирмы Бристоль, Глостер, Хендли-Пейдж и Виккерс. Победителями стали две последних, и 29 мая 1933 года они получили заказ на постройку прототипов. Бомбардировщик «Виккерс», позже ставший «Веллингтоном» строился практически параллельно с Хэндли Пейдж ХП.52 — впервые прототип Хэндли Пейдж с серийным номером К4240 поднял в воздух шеф-пилот фирмы Дж. Коурдс 21 июня 1936 года, всего через 6 дней после первого полёта прототипа «Виккерса».
Самолёт, создаваемый под руководством главного конструктора Густава Лачманна, имел очень узкий фюзеляж, в передней части которого располагался экипаж, а на длинной балке крепилось двухкилевое хвостовое оперение. Первоначально планировалось оснастить самолёт двигателями Роллс-Ройс Госхок, которые позволяли уложиться в жесткое ограничение по весу самолёта, налагаемое Женевской конвенцией о разоружении, но после провала попытки принятия этой конвенции и снятии ограничения веса пустого самолёта, конструкторы оснастили новый самолёт более мощными и тяжелыми двигателями Бристоль Пегас VIII.
После первой серии испытаний, в июле 1936 года прототип «Хэмпдена» был показан на авиационной выставке в Хендоне, а 6 июля в числе других новых машин был представлен королю Эдуарду VIII. Во время дальнейших испытаний с прототипом случился ряд летных происшествий — 5 ноября из-за отказа сигнализации выпуска шасси при посадке самолёт ударился об землю, а 13 января 1937 года оторвавшийся винт прорубил фюзеляж позади кресла пилота.
Состав стрелкового вооружения самолёта неоднократно менялся, механизированные башни не помещались в узкий фюзеляж, пришлось ограничиться двумя ручными турелями со спаренными пулемётами «303 Виккерс К», для защиты задней полусферы и ещё двумя такими пулемётами в носу — курсовым и в кабине штурмана.
Образцом для серийных самолётов послужил второй прототип, имевший более сглаженную форму фюзеляжа, стрелковое вооружение пока ограничивалось одиночными пулемётами. Своё имя «Хэмпден» самолёты получили в честь Джона Хемпдена, защитника гражданских свобод XVII века, при этом была соблюдена традиция называть бомбардировщики Королевских ВВС названиями городов.

## Конструкция
«Хэмпден» — среднеплан с узким и длинным фюзеляжем, выгодным с точки зрения аэродинамики. Обшивка металлическая, кроме элеронов и рулей высоты, имеющих металлический каркас и полотняную обшивку.
На тонкой хвостовой балке размещаются горизонтальное оперение трапециевидной формы и два небольших киля. Из-за своего необычного внешнего вида «Хэмпдены» получили много прозвищ — «Летающий головастик», «Ручка от сковородки» и «Летающий чемодан».
Однолонжеронное свободнонесущее крыло имеет в плане форму трапеции и оснащено мощной механизацией — автоматическими предкрылками и однощелевыми закрылками — обеспечивающей отличные взлетно-посадочные характеристики. Двигатели по размаху крыла расположены максимально близко к фюзеляжу для уменьшения разворачивающего момента. Винты — Де Хэвилленд-Гамильтон-Стандарт, изменяемого шага. Шасси трехстоечное с хвостовым колесом, впервые на самолётах Хендли Пейдж сделано убирающимся. 6 топливных баков общей емкостью 2970 л расположены в крыле. Необычным для своего времени было технологическое членение планера, собиравшегося из полностью собранных отдельных взаимозаменяемых модульных секций, что позволяло собирать самолёт из отдельных подсборок, выпускаемых разными производителями.
Экипаж 4 человека: пилот, штурман-бомбардир и 2 стрелка, оказался плотно «упакован» в тесном узком фюзеляже, и штурман-бомбардир, сидевший рядом с пилотом, не мог оказать помощь или заменить его в случае ранения или гибели.

## Модификации

Модификации самолёта Хэндли Пейдж «»Хэмпден

HP.52Первый прототип, серийный номер К4240.
HP.52 Хэмпден B Mk I1430 самолётов. Единственная серийно выпускавшаяся модификация.
HP.52 Хэмпден B Mk IIодин самолёт канадского производства, серийный номер Х3115, с американскими двигателями Wright Cyclone. Был переделан в Хэмпден B Mk I.
HP.53один самолёт, оснащенный двигателями Нэпир Даггер, серийный номер L7271. Строился по заказу шведского правительства, послужил прототипом для Хэндли Пейдж ХП.52 «Херефорд» (англ. Handley Page HP.52 Hereford), в Швецию был поставлен серийный «Хэмпден».
HP.52 Херефорд B Mk I150 самолётов. Практически не отличался от «Хэмпдена», за исключением двигателей Нэпир Даггер. Использовался только в учебных целях, 20 самолётов были переделаны в «Хэмпден».

## Боевое применение

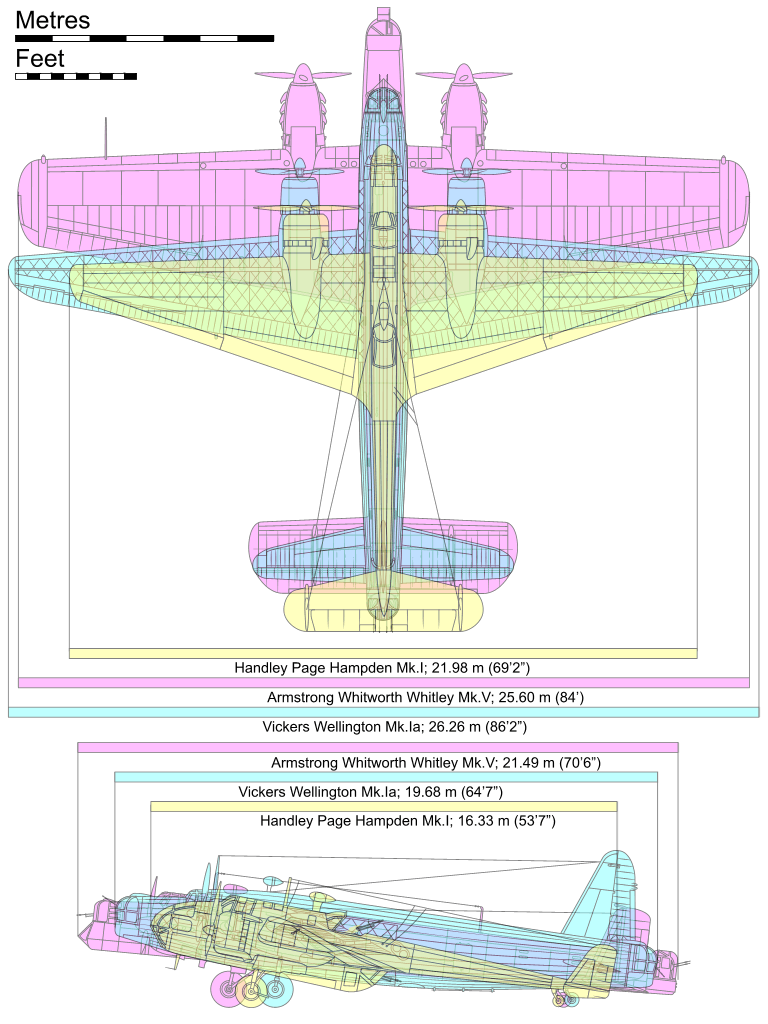
Сравнительные размеры трёх британских двухмоторных бомбардировщиков начального периода войны — Хэндли Пейдж «Хэмпден», Виккерс Веллингтон и Армстронг Уитворт Уитли.

На 3 сентября 1939 года на вооружении Королевских ВВС имелось 169 «Хэмпденов». С первого дня войны они использовались для поиска кораблей Кригсмарине, совместно с «Уитли» патрулировали над базами германских гидросамолётов для предотвращения постановки ими минных заграждений в гаванях и устьях рек Англии, и наоборот, сами ставили магнитные мины весом 907 кг (2000 lb) в прибрежных водах Германии.
Первое столкновение с истребителями противника произошло 29 сентября: две группы 144-й эскадрильи общей численностью 11 машин во время атаки германских эсминцев в Гельголандской бухте были перехвачены Мессершмиттами Bf.109E — все 5 самолётов первой группы были потеряны, второй группе удалось отбиться и без потерь вернуться на базу. В последующих вылетах урон был так же велик, сказывался недостаток оборонительного вооружения, что к декабрю 1939 года вынудило использовать «Хэмдены» исключительно в ночное время. Количество потерь резко сократились, например, в ходе операции «Никель» — сбрасывании листовок на территории Германии — «Хэмпдены» совершили 123 вылета, потеряв всего один самолёт.
После поражения Франции и начала подготовки Вермахтом операции «Морской лев» основной целью британских бомбардировщиков стали скопления судов в портах Бельгии и Франции. Одновременно продолжались и усиливались удары по территории Германии. В ночь на 26 августа 1940 года 14 «Армстронг Уитворт Уитли», 12 «Хэмпденов» и 9 «Веллингтонов» нанесли первый за время Второй мировой войны бомбовый удар по Берлину. На рассвете 2 июля «Хэмпден» флаинг-офицера Гая Гибсона (ставшее позднее командиром знаменитой 617-й эскадрильей «Дамбастерс») впервые сбросил 907-кг бомбу на линейный крейсер «Шарнхорст», стоявший в порту Киля, но бомба не попала в цель. 30—31 мая 1942 «Хэмпдены» участвовали в первом «рейде тысячи бомбардировщиков» на Кёльн 30—31 мая 1942 года. Всего было потеряно 714 «Хэмпденов», экипажи потеряли 1077 человек погибшими и 739 пропавшими без вести.
Экипажи «Хэмденов» получили два Креста Виктории — высшую награду Великобритании. Первый получил флайт-лейтенант Родерик Лирой из 49-й эскадрильи за разрушение ночью с 12 на 13 августа акведука на канале Дортмунд-Эмс, второй — сержант Джон Хана из 83-й эскадрильи за то что в ночь с 15 на 16 сентября погасил пожар на борту, что позволило поврежденному самолёту возвратиться на базу.
По инициативе командира 5-й группы эйр-коммодора Артура Харриса (позднее ставшему главой Бомбардировочного Командования) задние одиночные пулемёты на «Хэмпденах» были заменены спаренными установками, со временем это распространилось на все «Хэмпдены».
После снятия в 1942 году «Хэмпденов» с вооружения Бомбардировочного Командования, они использовались Береговым Командованием в качестве дальнего бомбардировщика-торпедоносца и разведывательного самолёта под обозначением TB Mk.I и несли одну торпеду в бомболюке со снятыми створками.
Осенью 1942 года «Хэмпдены» из 144-й и 455-й эскадрилий были отправлены в СССР на аэродром Ваенга под Мурманском для обеспечения проводки каравана PQ-18. Позже личный состав эскадрилий вернулся в Великобританию, а оставшиеся 23 «Хэмпдена» 12 октября поступили на вооружение 24-го минно-торпедного авиационного полка. Нехватка запасных частей и боевые потери сокращали количество боеспособных машин, и к июню 1943 года они оставались на вооружении только 3-й эскадрильи 24-го МТАП, в составе которой 4 июля 1943 года совершили свой последний боевой вылет на советско-германском фронте.
После окончания службы в Европе, около 200 «Хэмпденов» было отправлено в Канаду, где использовались в учебных целях.

## Сохранившиеся машины

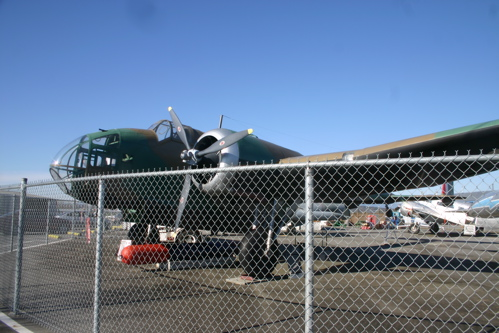
Канадский «Хэмпден» P5436

До наших дней не сохранилось ни одного оригинального «Хэмпдена», хотя один самолёт хранился в 71-м техническом подразделении, но в 1955 году он был сдан на слом.
- На реставрации в Великобритании находится «Хэмпден» (серийный номер P1344) из состава машин, отправленных в СССР. Самолёт был сбит в 1942 году, найден в 1991 и сейчас восстанавливается Музеем Королевских ВВС.
- Ещё один «Хэмпден», собранный из частей различных самолётов (главным образом, «Хэмпдена» под серийным номером P5436) находится в Канаде, в Канадском лётном музее в Лэнгли, Британская Колумбия. «Хэмпден» P5436, построенный в Канаде, упал в море с высоты 200 метров 15 ноября 1942 года недалеко от острова Ванкувер, налетав всего около 100 часов, и был поднят в 1989 году. При восстановлении использовались детали ещё двух «Хэмпденов», разбившихся в Канаде. По состоянию на 2007 год машина была почти восстановлена, но в январе 2009 года во время сильного снегопада крыло самолёта не выдержало веса большого количества снега и треснуло, повредив при падении витрину с деталями оригинального двигателя. В настоящее время музей собирает средства на восстановление самолёта.

## Тактико-технические характеристики
Технические характеристики
- Экипаж: 4
- Длина: 16,32 м
- Размах крыла: 21,08 м
- Высота: 4,53 м
- Масса пустого: 5343 кг
- Нормальная взлётная масса: 8508 кг
- Максимальная взлётная масса: 9525 кг
- Масса топлива во внутренних баках: 1440 кг (2476 литров)
- Силовая установка: 2 × поршневой однорядный радиальный Бристоль Пегас XVIII
- Мощность двигателей: 2 × 980 л.с. (2 × 730 кВт)

Лётные характеристики
- Максимальная скорость: 426 км/ч на высоте 4720 м
- Крейсерская скорость: 349 км/ч на высоте 4720 м
- Боевой радиус: 1762 км
- Практический потолок: 6920 м
- Скороподъёмность: 298 м/мин
- Нагрузка на крыло: 133 кг/м²

Вооружение
- Бомбы: до 1814 кг на внутренней подвеске